# دينو بيريتش
دينو بيريتش (12 يوليو 1994 بأوسييك في كرواتيا - ) هو لاعب كرة قدم كرواتي في مركز الدفاع. شارك مع منتخب كرواتيا تحت 19 سنة لكرة القدم ومنتخب كرواتيا تحت 21 سنة لكرة القدم. أما مع النوادي، فقد لعب مع نادي دينامو زغرب ونادي لوكوموتيفا.

## وصلات خارجية
- دينو بيريتش على موقع الاتحاد الأوربي (الإنجليزية)
- دينو بيريتش على موقع اتحاد كرواتيا (الكرواتية)
- دينو بيريتش على موقع قاعدة بيانات كرة القدم.إي يو (الإنجليزية)
- دينو بيريتش على موقع ناشيونال فوتبول تيمز (الإنجليزية)
- دينو بيريتش على موقع Soccerway.com (الإنجليزية)
- دينو بيريتش على موقع عالم كرة القدم.نت (الإنجليزية)
- دينو بيريتش على موقع AS.com (الإسبانية)